# Cladocarpus sigma
Cladocarpus sigma är en nässeldjursart som först beskrevs av George James Allman 1877.  Cladocarpus sigma ingår i släktet Cladocarpus och familjen Aglaopheniidae. Inga underarter finns listade i Catalogue of Life.